# Періодична функція

Графіки синуса і косинуса — періодичних функцій с періодом.

Періоди́чна фу́нкція ― функція, яка повторює свої значення через деякий ненульовий період, тобто не змінює свого значення при додаванні до аргумента фіксованого ненульового числа (періоду).

## Означення
Нехай {\displaystyle M} — абелева група (зазвичай вважається, що {\displaystyle M=(\mathbb {R} ,+)} — дійсні числа з операцією додавання або {\displaystyle (\mathbb {C} ,+)} — комплексні числа).
Функція {\displaystyle \ f:M\to N} називається періодичною з пері́одом {\displaystyle \ T\neq 0} , якщо виконується
{\displaystyle f(x+T)=f(x-T)=f(x),\quad \forall x\in M}.
Якщо ця рівність не виконується для всіх {\displaystyle T\in M,\,T\not =0} , то функція {\displaystyle f} називається аперіоди́чною.
Якщо для функції {\displaystyle f:\mathbb {C} \to N} існують два періоди {\displaystyle T_{1},T_{2}\not =0}, відношення яких не рівне дійсному числу, тобто є {\displaystyle {\frac {T_{1}}{T_{2}}}\not \in \mathbb {R} }, то {\displaystyle f} називається двоперіоди́чною фу́нкцією.
В цьому випадку значення {\displaystyle f} на всій площині визначаються значеннями в паралелограмі, натягнутому на {\displaystyle T_{1},T_{2}}.

## Примітка
Період функції визначається неоднозначно. Так, якщо {\displaystyle T} — період, то і довільний елемент {\displaystyle T'} вигляду {\displaystyle T'=\underbrace {T+\cdots +T} _{n}} , де {\displaystyle n\in \mathbb {N} } — довільне натуральне число, теж є періодом.
Але якщо серед множини періодів {\displaystyle \{T,T>0,T\in \mathbb {R} \}} є найменше значення, то воно називається головним (або основним) періодом функції.

## Дії над періодичними функціями
Виконуються наступні твердження стосовно суми періодичних функцій:
- Сума двох функцій зі співрозмірними (тобто, такими, що їх відношення є раціональним числом) періодами {\displaystyle T_{1}} і {\displaystyle T_{2}} є функцією з основним періодом НСК{\displaystyle (T_{1},T_{2})}.
- Сума двох функцій із неспіврозмірними періодами є неперіодичною функцією.
- Не існує періодичних функцій, не рівних константі, у яких періодами є неспіврозмірні числа.

## Приклади
- Дійсні функції синус і косинус є періодичними з основним періодом {\displaystyle 2\pi } , оскільки

{\displaystyle \sin(x+2\pi )=\sin x,\;\cos(x+2\pi )=\cos x,\quad \forall x\in \mathbb {R} .}
- Функція рівна константі {\displaystyle f(x)=\mathrm {const} } є періодичною, і довільне дійсне число є її періодом. Головного періоду вона не має.

- Функція {\displaystyle f(x)=x^{2},\;x\in \mathbb {R} } є аперіодичною.